# Xanthogramma festiva
Xanthogramma festiva är en tvåvingeart som först beskrevs av Carl von Linné 1758.  Xanthogramma festiva ingår i släktet kilblomflugor, och familjen blomflugor.
Artens utbredningsområde är Sverige. Inga underarter finns listade i Catalogue of Life.